# Change (песня Тейлор Свифт)

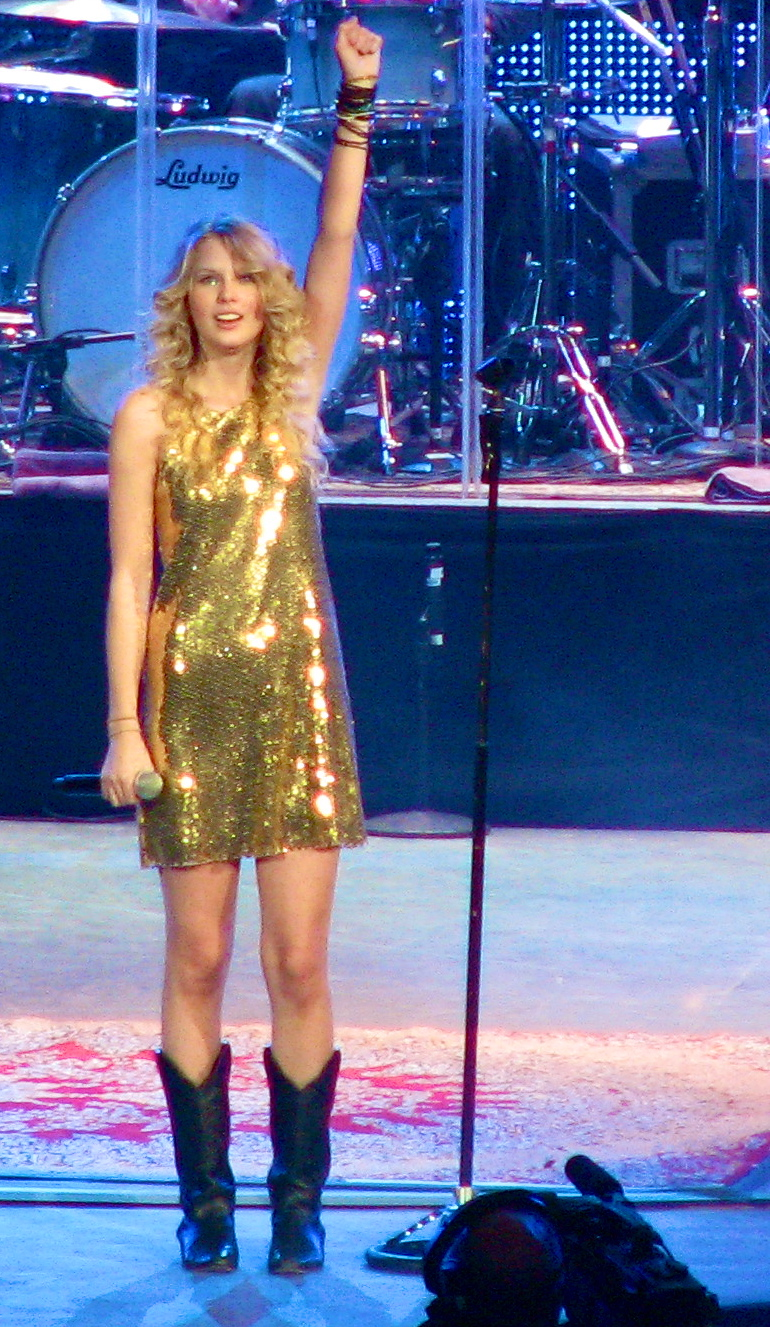
Свифт исполняет «Change» на Houston Rodeo.

«Change» — песня американской певицы и автора-исполнителя Тейлор Свифт с её второго студийного альбома Fearless (2008). Она продюсировала сингл совместно с Нейтаном Чапманом.
Позже этот трек был выбран в качестве одной из тем Летних Олимпийских игр 2008 года и был включен в саундтрек AT&T Team USA Soundtrack, выпущенный 7 августа 2008 года.

## История
Песня была записана в декабре 2007 года, когда Свифт поняла, что она применима к большему количеству сценариев и имеет «больший смысл», чем первоначально. Американская телевизионная сеть National Broadcasting Company (NBC) попросила Свифт выступить на летних Олимпийских играх 2008 года в Пекине, Китай. Однако выступление не могло быть запланировано, поскольку Свифт в то время находилась на гастролях. Вместо этого отец Свифт предложил использовать песню «Change» в качестве темы для мероприятия. Поэтому песня «Change» была использована в ежедневных видеосюжетах NBC в августе 2008 года, до выхода альбома Fearless. «Я написала песню „Change“ как историю о победителе. Безумно приятно думать, что Олимпийские игры выбрали её в качестве одной из песен для исполнения во время Олимпийских игр», — прокомментировала Свифт. Песня была включена в саундтрек AT&T Team USA (2008). Песня была выпущена в качестве промо-сингла в iTunes Store 8 августа 2008 года. Все вырученные средства были переданы олимпийской команде США.

## Коммерческий успех
30 августа 2008 года «Change» дебютировал на высшей своей позиции № 10 общенациональном американском мультижанровом хит-параде Billboard Hot 100, с тиражом более 131,000 цифровых загрузок, став самой успешной на то время песней Тейлор Свифт и первой её песней, попавшей в десятку лучших хитов. Через неделю песня спустилась на позицию № 40 и затем на № 100 (три недели в чарте Billboard Hot 100). Эта песня стала одной из 13 песен с альбома Fearless попавших в Top-40 в чарте Billboard Hot 100, побив соответствующий американский рекорд. «Change» также достиг позиции № 57 в кантри-чарте Hot Country Songs в неделю, начавшуюся 30 августа 2008 года. Этот трек также достиг позиции № 21 в чарте Pop 100.

## Композиция
Продолжительность «Change» составляет четыре минуты и сорок шесть секунд. Эд Масли из The Arizona Republic классифицировал эту песню как пауэр-поп и отметил искаженные гитары. Алексис Петридис из The Guardian описал жанр песни как «своего рода ортодонтически совершенный поп-рок». Он сказал, что наибольшей кантри-частью песни являются слова, в которых упоминается христианство со словом «Hallelujah». Эд Масли из The Arizona Republic классифицировал песню как пауэр-поп и отметил искаженные гитары. «Change» использует струнные инструменты.
Текст песни «Change» говорит о преодолении препятствий и достижении триумфа, вселяя при этом надежду в самих себя. Он сосредоточен вокруг концепции превзойти ожидания других и ограничения, которые они устанавливают. Песня превращает понятие бесстрашия в движение, которое не имеет конкретики. Дэйв Хитон из PopMatters отметил, что текст песни «I believe in whatever you do» означает, что Свифт не волнует конкретика дела. Он предположил, что это универсальное послание или речь идет о том, чтобы изменить традиции звучания музыки кантри и бросить вызов ожиданиям относительно того, чего могут достичь исполнители кантри в своей карьере. Джоди Розен из Rolling Stone считает, что текст песни затрагивает политические вопросы.

## Отзывы
Песня получила неоднозначные отзывы музыкальных критиков и интернет-изданий. Джонатан Киф из Slant Magazine не был впечатлён вокалом Свифт, назвав его неприятным и слабым. Киф добавил, что её голос часто ломался, что мешало песне стать гимном. Джоди Розен из журнала Rolling Stone посчитал трек неясным, расплывчатым. Дэйв Хитон из PopMatters сравнил «Change» и «Long Live» Свифт, которые заканчивали свои альбомы Fearless и Speak Now (2010), соответственно. Он заявил: «В песне [песнях] есть что-то действительно общее, но это качество могло бы стать краеугольным камнем гимна». Хитон также отметил, что песня привлекала множество зрителей, если они чувствовали себя ограниченными любым сценарием.

## Музыкальное видео
Режиссером сопровождающего клипа на песню «Change» выступил Шон Роббинс. Он был снят в бальном зале в Соборе Шотландского обряда в Индианаполисе, штат Индиана. Видео начинается с витража. Затем он переходит к Свифт, одетой в белое коктейльное платье и чёрные ковбойские сапоги, выступающей вместе со своей бэк-группой в пустом бальном зале. Члены группы одеты обычно и играют на инструментах: бас-гитаре, барабанах и различных гитарах. По мере продвижения видеоролика Свифт начинает петь и танцевать. В кадрах крупным планом показана Свифт в другой обстановке, одетая в другое белое коктейльное платье и окруженная горячими розовыми, белыми и голубыми мерцающими огнями на чёрном фоне. Видео заканчивается тем, что Свифт поворачивается назад и идёт к бэк-группе. В альтернативной версии клипа использованы кадры из выступления олимпийской сборной США на летних Олимпийских играх 2008 года. Премьера обеих версий клипа состоялась на сайте NBC.com в августе 2008 года.

## Чарты
| Чарт (2008)                       | Высшая позиция |
| --------------------------------- | -------------- |
| США (Billboard Hot 100)           | 10             |
| США (Billboard Pop 100)           | 21             |
| США (Billboard Hot Country Songs) | 57             |

## Сертификации
| Регион | Сертификация | Продажи  |
| --- | ------------ | -------- |
| США (RIAA) | Золотой      | 500 000^ |
| * Данные о продажах приведены только на основе сертификации. ^ Данные о тиражах приведены только на основе сертификации. |              |          |

## Change (Taylor’s Version)
11 февраля 2021 года Свифт анонсировала в программе Good Morning America, что перезаписанная версия «Change» под названием «Change (Taylor’s Version)» будет выпущена 9 апреля 2021 года в качестве тринадцатого трека из Fearless (Taylor's Version), перезаписанной версии второго студийного альбома Fearless.